# Disconeura frater
Disconeura frater är en fjärilsart som beskrevs av Rothschild 1922. Disconeura frater ingår i släktet Disconeura och familjen björnspinnare. Inga underarter finns listade i Catalogue of Life.